# Tour de France 1928
Le Tour de France 1928, 22e édition du Tour de France, s'est déroulé du 17 juin au 15 juillet 1928. Il comporte 22 étapes sur une distance de 5 375 km.

## Généralités

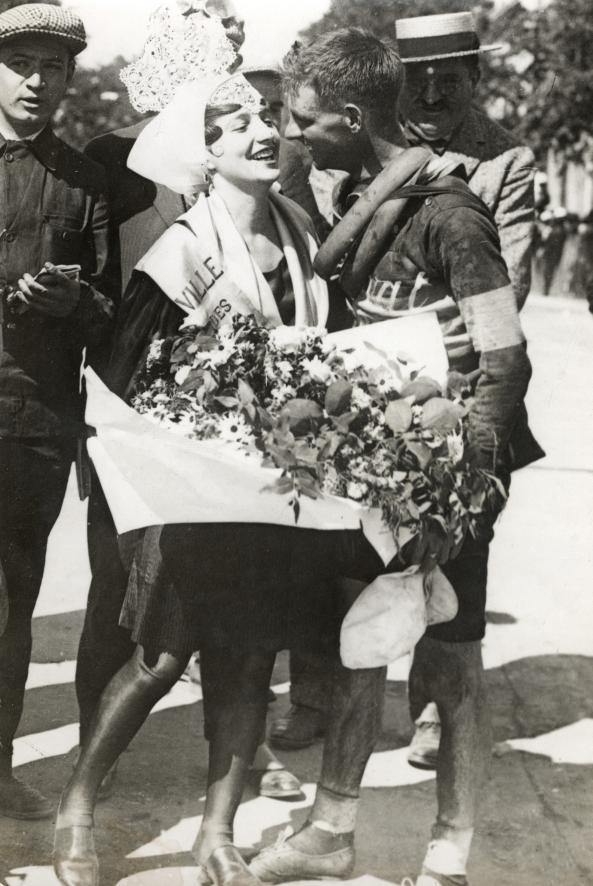
Hubert Opperman après la 6e étape Vannes-Les Sables d'Olonne.

- Nicolas Frantz porte le maillot jaune de la première étape jusqu'à l'arrivée à Paris. Une frayeur cependant : à trois jours de l'arrivée, il casse son vélo et doit parcourir les 100 derniers kilomètres de l'étape sur un vélo trop petit pour lui. Il conservera son maillot jaune malgré une perte de 28 minutes au classement général.
- Comme pour l'édition précédente, les étapes de plaine sont disputées sous forme de contre-la-montre par équipe, les temps étant néanmoins pris individuellement. C'est la seconde et dernière fois que cette formule est retenue.
- Moyenne du vainqueur : 27,876 km/h.

## Listes des participants
La liste ci-dessous présente les coureurs inscrits par numéro de dossard. Les touristes-routiers sont divisés en deux catégories : ceux concourant toujours à titre individuel et ceux regroupés dans des équipes régionales. Des coureurs remplaçants (identifiés ci-dessous par la mention RPL) sont entrés dans la course pour les équipes de marque lors de la 12e étape, à Marseille, mais sans figurer dans le classement.
| Légende | Légende                                                                    | Légende | Légende                                                    |
| ------- | -------------------------------------------------------------------------- | ------- | ---------------------------------------------------------- |
| Num     | Dossard de départ porté par le coureur sur ce Tour                         | Pos     | Position à l'arrivée de la course                          |
|         | Indique un maillot de champion national ou mondial, suivi de sa spécialité | NP      | Indique un coureur qui n'a pas pris le départ de la course |
| AB      | Indique un coureur qui n'a pas terminé la course                           | HD      | Indique un coureur qui a terminé la course hors des délais |

| Alcyon-Dunlop | Alcyon-Dunlop          | Alcyon-Dunlop |
| ------------- | ---------------------- | ------------- |
| Num           | Coureur                | Pos           |
| 1             | Nicolas Frantz (LUX)   | 1er           |
| 2             | André Leducq (FRA)     | 2e            |
| 3             | Maurice De Waele (BEL) | 3e            |
| 4             | Gaston Rebry (BEL)     | 12e           |
| 5             | Ernest Neuhard (FRA)   | AB-9          |
| 5             | Jan Debusschere (BEL)  | RPL           |
| 6             | Désiré Louesse (BEL)   | 19e           |

| Armor-Dunlop | Armor-Dunlop           | Armor-Dunlop |
| ------------ | ---------------------- | ------------ |
| Num          | Coureur                | Pos          |
| 7            | Julien Vervaecke (BEL) | 5e           |
| 8            | Louis Delannoy (BEL)   | 13e          |
| 9            | Joseph Mauclair (FRA)  | 11e          |

| Thomann-Dunlop | Thomann-Dunlop    | Thomann-Dunlop |
| -------------- | ----------------- | -------------- |
| Num            | Coureur           | Pos            |
| 10             | Jan Mertens (BEL) | 4e             |

| JB Louvet-Hutchinson | JB Louvet-Hutchinson          | JB Louvet-Hutchinson |
| -------------------- | ----------------------------- | -------------------- |
| Num                  | Coureur                       | Pos                  |
| 11                   | Hector Martin (BEL)           | AB-5                 |
| 12                   | Pé Verhaegen (BEL)            | 16e                  |
| 13                   | Maurice Geldhof (BEL)         | AB-17                |
| 14                   | Raymond Decorte (BEL)         | 24e                  |
| 15                   | Odile Taillieu (BEL)          | 20e                  |
| 16                   | Denis Verschueren (BEL)       | NP-6                 |
| 16                   | Odiel Van Hevel (BEL)         | RPL                  |
| 17                   | Charles Meunier (BEL)         | NP-5                 |
| 17                   | Auguste Verdyck (BEL)         | RPL                  |
| 18                   | Camille Van de Casteele (BEL) | 14e                  |
| 19                   | Joseph Hemelsoet (BEL)        | AB-7                 |
| 20                   | René Hamel (FRA)              | 32e                  |

| Allelulia-Wolber | Allelulia-Wolber        | Allelulia-Wolber |
| ---------------- | ----------------------- | ---------------- |
| Num              | Coureur                 | Pos              |
| 21               | Antonin Magne (FRA)     | 6e               |
| 22               | Julien Moineau (FRA)    | 17e              |
| 23               | Marcel Bidot (FRA)      | 8e               |
| 24               | Jean Bidot (FRA)        | 22e              |
| 25               | Pierre Magne (FRA)      | 10e              |
| 26               | Arsène Alancourt (FRA)  | AB-9             |
| 27               | Marcel Huot (FRA)       | 9e               |
| 28               | Francis Bouillet (FRA)  | AB-9             |
| 29               | André Godinat (FRA)     | AB-7             |
| 29               | Marius Gallottini (FRA) | RPL              |

| Ravat-Wonder-Dunlop | Ravat-Wonder-Dunlop     | Ravat-Wonder-Dunlop |
| ------------------- | ----------------------- | ------------------- |
| Num                 | Coureur                 | Pos                 |
| 31                  | Hubert Opperman (AUS)   | 18e                 |
| 32                  | Harry Watson (NZL)      | 28e                 |
| 33                  | Perry Osborne (AUS)     | 38e                 |
| 34                  | Ernest Bainbridge (AUS) | NP-15               |

| Elvish-Wolber | Elvish-Wolber          | Elvish-Wolber |
| ------------- | ---------------------- | ------------- |
| Num           | Coureur                | Pos           |
| 41            | Victor Fontan (FRA)    | 7e            |
| 42            | Paul Lerme (FRA)       | NP-11         |
| 42            | Mariano Canardo (ESP)  | RPL           |
| 43            | Lucien Laval (FRA)     | 29e           |
| 44            | Salvador Cardona (ESP) | 5e            |

| Fontan-Wolber | Fontan-Wolber          | Fontan-Wolber |
| ------------- | ---------------------- | ------------- |
| Num           | Coureur                | Pos           |
| 45            | Jean Mouveroux (FRA)   | 21e           |
| 46            | Raphaël Dupau (FRA)    | 36e           |
| 47            | Marcel Autaa (FRA)     | 23e           |
| 48            | Raphaël Calmette (FRA) | 26e           |

| Alsace-Lorraine (Touristes-routiers) | Alsace-Lorraine (Touristes-routiers) | Alsace-Lorraine (Touristes-routiers) |
| ------------------------------------ | ------------------------------------ | ------------------------------------ |
| Num                                  | Coureur                              | Pos                                  |
| 101                                  | Roger Grégoire (FRA)                 | AB-9                                 |
| 102                                  | Marcel Colleu (FRA)                  | 30e                                  |
| 103                                  | Félix Baud (FRA)                     | HD-14                                |
| 104                                  | Lucien Lange (FRA)                   | 40e                                  |
| 105                                  | Natale Zanitetti (ITA)               | AB-6                                 |

| Champagne (Touristes-routiers) | Champagne (Touristes-routiers) | Champagne (Touristes-routiers) |
| ------------------------------ | ------------------------------ | ------------------------------ |
| Num                            | Coureur                        | Pos                            |
| 106                            | Édouard Persin (FRA)           | 41e                            |
| 107                            | Paul Delbart (FRA)             | 33e                            |
| 108                            | Henri François (FRA)           | 34e                            |
| 109                            | Hector Denis (FRA)             | AB-9                           |
| 110                            | Fernand Moulet (FRA)           | 35e                            |

| Normandie (Touristes-routiers) | Normandie (Touristes-routiers) | Normandie (Touristes-routiers) |
| ------------------------------ | ------------------------------ | ------------------------------ |
| Num                            | Coureur                        | Pos                            |
| 111                            | Maurice Arnoult (FRA)          | 27e                            |
| 112                            | Henri Catelan (FRA)            | HD-19                          |
| 113                            | Paul Denis (FRA)               | AB-16                          |
| 114                            | Élie Guillemer (FRA)           | AB-9                           |
| 115                            | Marcel Masson (FRA)            | AB-16                          |

| Haute-Bretagne (Touristes-routiers) | Haute-Bretagne (Touristes-routiers) | Haute-Bretagne (Touristes-routiers) |
| ----------------------------------- | ----------------------------------- | ----------------------------------- |
| Num                                 | Coureur                             | Pos                                 |
| 116                                 | Eugène Archambault (FRA)            | AB-9                                |
| 117                                 | Léopold Boisselle (FRA)             | AB-5                                |
| 118                                 | François Favé (FRA)                 | AB-9                                |
| 119                                 | Pierre Le Doare (FRA)               | AB-3                                |
| 120                                 | Yves Ropartz (FRA)                  | AB-9                                |

| Sud-Est (Touristes-routiers) | Sud-Est (Touristes-routiers) | Sud-Est (Touristes-routiers) |
| ---------------------------- | ---------------------------- | ---------------------------- |
| Num                          | Coureur                      | Pos                          |
| 121                          | Auguste Dufour (FRA)         | AB-2                         |
| 122                          | Paul Filliat (FRA)           | 25e                          |
| 124                          | Henri Miège (FRA)            | AB-7                         |
| 125                          | Pietro Righetti (ITA)        | AB-10                        |

| Île-de-France (Touristes-routiers) | Île-de-France (Touristes-routiers) | Île-de-France (Touristes-routiers) |
| ---------------------------------- | ---------------------------------- | ---------------------------------- |
| Num                                | Coureur                            | Pos                                |
| 126                                | Henri Touzard (FRA)                | AB-9                               |
| 127                                | Pierre Gueroult (FRA)              | AB-7                               |
| 128                                | Roger Lebas (FRA)                  | AB-16                              |
| 129                                | Valentin Halattre FRA)             | AB-10                              |
| 130                                | André Dumont (FRA)                 | AB-9                               |

| Nord (Touristes-routiers) | Nord (Touristes-routiers) | Nord (Touristes-routiers) |
| ------------------------- | ------------------------- | ------------------------- |
| Num                       | Coureur                   | Pos                       |
| 131                       | Jules Nempon (FRA)        | AB-7                      |
| 132                       | Marcel Gendrin (FRA)      | AB-7                      |
| 133                       | Armand Goubert (FRA)      | 31e                       |
| 134                       | Ernest Lemaire (FRA)      | AB-3                      |
| 135                       | Maurice Denamur (FRA)     | AB-9                      |

| Midi (Touristes-routiers) | Midi (Touristes-routiers) | Midi (Touristes-routiers) |
| ------------------------- | ------------------------- | ------------------------- |
| Num                       | Coureur                   | Pos                       |
| 136                       | Cipriano Elis (ESP)       | NP-5                      |
| 137                       | Adrien Plautin (FRA)      | AB-16                     |
| 138                       | Marius Perrier (FRA)      | AB-3                      |
| 139                       | Gabriel Garcia (FRA)      | AB-9                      |
| 140                       | Charles Valère (FRA)      | AB-7                      |

| Côte d'Azur (Touristes-routiers) | Côte d'Azur (Touristes-routiers) | Côte d'Azur (Touristes-routiers) |
| -------------------------------- | -------------------------------- | -------------------------------- |
| Num                              | Coureur                          | Pos                              |
| 141                              | François Menta (FRA)             | 37e                              |
| 142                              | Battista Berardi (ITA)           | AB-9                             |
| 143                              | Sébastien Piccardo (FRA)         | AB-18                            |
| 144                              | Paulin Lanteri (FRA)             | AB-16                            |
| 145                              | Fernand Fayolle (FRA)            | 9e                               |

| Individuels (Touristes-routiers) | Individuels (Touristes-routiers) | Individuels (Touristes-routiers) |
| -------------------------------- | -------------------------------- | -------------------------------- |
| Num                              | Coureur                          | Pos                              |
| 151                              | Edgard Chevillard (FRA)          | AB-2                             |
| 152                              | Albert Cuynat (FRA)              | NP-1                             |
| 153                              | Charles Weiss (FRA)              | NP-1                             |
| 154                              | Alexandre Bontoux (FRA)          | AB-1                             |
| 155                              | Léon Bertrand (FRA)              | NP-1                             |
| 156                              | Paul Maillet (FRA)               | AB-3                             |
| 157                              | Urbain Comitis (FRA)             | NP-1                             |
| 158                              | Battista Bertello (ITA)          | AB-1                             |
| 159                              | Jean Stellati (FRA)              | AB-1                             |
| 160                              | Charles Roux (FRA)               | AB-2                             |
| 161                              | Louis Beaulieu (FRA)             | AB-1                             |
| 162                              | Eugène Foisseau (FRA)            | NP-1                             |
| 163                              | André Mazziota (FRA)             | AB-9                             |
| 164                              | Angelo Tintori (SUI)             | AB-1                             |
| 165                              | Henri Drapel (SUI)               | AB-1                             |
| 166                              | Victor Leroy (FRA)               | NP-1                             |
| 167                              | Pierre Charton (FRA)             | AB-9                             |
| 168                              | René Crepin (FRA)                | NP-5                             |
| 169                              | Luigi Roman (FRA)                | NP-1                             |
| 170                              | Siméon Vergnol (FRA)             | AB-1                             |
| 171                              | Victor Viret (FRA)               | NP-1                             |
| 172                              | Charles Desmoulins (FRA)         | NP-1                             |
| 173                              | Antonio Adini (ITA)              | NP-1                             |
| 174                              | Battista Ghiano (ITA)            | AB-4                             |
| 175                              | Émile Vatin (FRA)                | NP-1                             |
| 176                              | Gaston Corbière (FRA)            | AB-15                            |
| 177                              | José-P. Pidre (FRA)              | NP-1                             |
| 178                              | Albert Jordens (BEL)             | AB-20                            |
| 179                              | Eugène Hermann (FRA)             | AB-1                             |
| 180                              | Clovis Cros (FRA)                | AB-1                             |
| 181                              | Camille Vincent (FRA)            | NP-1                             |
| 182                              | Eugène Breton (FRA)              | NP-1                             |
| 183                              | Giosue Cattarossi (ITA)          | AB-1                             |
| 184                              | André Léger (FRA)                | AB-9                             |
| 185                              | Giovanni Grespan (ITA)           | AB-20                            |
| 186                              | Henri Cuvier (FRA)               | NP-1                             |
| 187                              | Félicien Carbonel (FRA)          | NP-1                             |

| Individuels (suite) (Touristes-routiers) | Individuels (suite) (Touristes-routiers) | Individuels (suite) (Touristes-routiers) |
| ---------------------------------------- | ---------------------------------------- | ---------------------------------------- |
| Num                                      | Coureur                                  | Pos                                      |
| 188                                      | Raymond Perrier (FRA)                    | NP-1                                     |
| 189                                      | Julien Meriaux (FRA)                     | NP-1                                     |
| 190                                      | Jules Deloffre (FRA)                     | AB-1                                     |
| 191                                      | Vincent Carrara (FRA)                    | AB-9                                     |
| 192                                      | Émile Faillu (FRA)                       | AB-16                                    |
| 193                                      | Louis Veau (FRA)                         | AB-1                                     |
| 194                                      | Hector Leroy (BEL)                       | AB-10                                    |
| 195                                      | Georges Ferrier (FRA)                    | NP-1                                     |
| 196                                      | Jean Canova (FRA)                        | NP-1                                     |
| 197                                      | Jean-Paul Thilges (FRA)                  | AB-1                                     |
| 198                                      | Julien Grujon (FRA)                      | AB-1                                     |
| 199                                      | René Francx (FRA)                        | AB-3                                     |
| 200                                      | Eugen Werner (SUI)                       | AB-16                                    |
| 201                                      | Charles Hennuyer (FRA)                   | AB-3                                     |
| 202                                      | François Petitjean (FRA)                 | NP-1                                     |
| 203                                      | Oscar Debergh (FRA)                      | NP-1                                     |
| 204                                      | Jean Martinet (SUI)                      | AB-20                                    |
| 205                                      | Guy Bariffi (SUI)                        | AB-16                                    |
| 206                                      | Jules Gillard (SUI)                      | AB-20                                    |
| 207                                      | Palmiro Cassone (ITA)                    | AB-1                                     |
| 208                                      | Luigi Bavini (ITA)                       | AB-5                                     |
| 209                                      | Jean Kienlen (FRA)                       | NP-1                                     |
| 210                                      | Jean Guizier (FRA)                       | AB-1                                     |
| 211                                      | François Faillu (FRA)                    | NP-1                                     |
| 212                                      | Joseph Curtel (FRA)                      | AB-20                                    |
| 213                                      | Alfred Louchet (FRA)                     | AB-2                                     |
| 214                                      | Gino Bartolucci (ITA)                    | AB-3                                     |
| 215                                      | Jean-Baptiste Ampurias (FRA)             | AB-16                                    |
| 216                                      | David Wybon (BEL)                        | AB-15                                    |
| 217                                      | Arthur D'Haene (FRA)                     | AB-3                                     |
| 218                                      | René Wendels (BEL)                       | AB-16                                    |
| 219                                      | Casimir Lombardi (FRA)                   | AB-3                                     |
| 220                                      | Alfons Cattaneo (ITA)                    | NP-1                                     |
| 221                                      | Hubert Hennes (BEL)                      | AB-16                                    |
| 222                                      | Charles Loew (FRA)                       | AB-20                                    |
| 223                                      | Georges Petit (FRA)                      | AB-9                                     |
| 224                                      | Alfredo Francini (ITA)                   | HD-14                                    |

| Individuels (suite) (Touristes-routiers) | Individuels (suite) (Touristes-routiers) | Individuels (suite) (Touristes-routiers) |
| ---------------------------------------- | ---------------------------------------- | ---------------------------------------- |
| Num                                      | Coureur                                  | Pos                                      |
| 225                                      | Giuseppe Pusterla (ITA)                  | AB-1                                     |
| 226                                      | Robert Asse (FRA)                        | AB-1                                     |
| 227                                      | Dominik Wloczka (FRA)                    | NP-1                                     |
| 228                                      | Fernand Lemesle (FRA)                    | AB-1                                     |
| 229                                      | Henri Gottrand (FRA)                     | AB-20                                    |
| 231                                      | Louis Roques (FRA)                       | NP-1                                     |
| 232                                      | Georges De Beurmann (FRA)                | AB-6                                     |
| 233                                      | Biagio Gavinelli (ITA)                   | AB-3                                     |
| 234                                      | Joseph Normand (FRA)                     | AB-4                                     |
| 235                                      | Mario Della Fina (ITA)                   | AB-6                                     |
| 236                                      | Giusto Cerutti (ITA)                     | AB-7                                     |
| 237                                      | Pierre Hervé (FRA)                       | NP-1                                     |
| 238                                      | Marius Rouvier (FRA)                     | AB-2                                     |
| 239                                      | Georges Robert (FRA)                     | AB-3                                     |
| 241                                      | Jules Hendrix (BEL)                      | AB-9                                     |
| 242                                      | Auguste Baumans (BEL)                    | AB-9                                     |
| 243                                      | Antoine Lox (BEL)                        | AB-15                                    |
| 244                                      | Robert Brugère (FRA)                     | AB-20                                    |
| 245                                      | Henri Ferrara (FRA)                      | NP-1                                     |
| 246                                      | Giuseppe Medolago (ITA)                  | NP-1                                     |
| 247                                      | Mathieu Caplat (FRA)                     | NP-1                                     |
| 248                                      | Henri Collé (SUI)                        | AB-20                                    |
| 249                                      | Henri Lefèvre (FRA)                      | AB-1                                     |
| 250                                      | Henri Thomas (FRA)                       | AB-9                                     |
| 251                                      | Marcel Folliot (FRA)                     | AB-9                                     |
| 252                                      | Charles Cento (FRA)                      | AB-15                                    |
| 253                                      | Bernardo Pesce (ESP)                     | AB-1                                     |
| 254                                      | Jean Lucas (FRA)                         | AB-9                                     |
| 255                                      | Édouard Teisseire (FRA)                  | AB-20                                    |
| 256                                      | Baptistin Mousset (FRA)                  | AB-1                                     |
| 257                                      | André Van Vierst (FRA)                   | AB-9                                     |
| 258                                      | Charles Krier (FRA)                      | NP-1                                     |
| 259                                      | Adolfo Quaglino (ITA)                    | NP-1                                     |
| 260                                      | René Baudouin (FRA)                      | AB-6                                     |
| 261                                      | Lucien Rich (FRA)                        | AB-20                                    |
| 262                                      | Secondo Martinetto (ITA)                 | AB-20                                    |

## Étapes
| Étape,    | Date       | Villes étapes                     |                              | Distance (km) | Vainqueur d’étape | Leader du classement général |
| --------- | ---------- | --------------------------------- | ---------------------------- | ------------- | ----------------- | ---------------------------- |
| 1re étape | 17 juin    | Paris - Le Vésinet – Caen         | Contre-la-montre par équipes | 207           | Nicolas Frantz    | Nicolas Frantz               |
| 2e étape  | 18 juin    | Caen – Cherbourg                  | Contre-la-montre par équipes | 140           | André Leducq      | Nicolas Frantz               |
| 3e étape  | 19 juin    | Cherbourg – Dinan                 | Contre-la-montre par équipes | 199           | Gaston Rebry      | Nicolas Frantz               |
| 4e étape  | 20 juin    | Dinan – Brest                     | Contre-la-montre par équipes | 206           | Pé Verhaegen      | Nicolas Frantz               |
| 5e étape  | 21 juin    | Brest – Vannes                    | Contre-la-montre par équipes | 199           | Marcel Bidot      | Nicolas Frantz               |
| 6e étape  | 22 juin    | Vannes – Les Sables-d'Olonne      | Contre-la-montre par équipes | 204           | Nicolas Frantz    | Nicolas Frantz               |
| 7e étape  | 23 juin    | Les Sables-d'Olonne – Bordeaux    | Contre-la-montre par équipes | 285           | Victor Fontan     | Nicolas Frantz               |
| 8e étape  | 24 juin    | Bordeaux – Hendaye                | Contre-la-montre par équipes | 225           | Maurice De Waele  | Nicolas Frantz               |
| 9e étape  | 26 juin    | Hendaye – Luchon                  | Étape de montagne            | 387           | Victor Fontan     | Nicolas Frantz               |
| 10e étape | 28 juin    | Luchon – Perpignan                | Étape de montagne            | 323           | André Leducq      | Nicolas Frantz               |
| 11e étape | 30 juin    | Perpignan – Marseille             | Étape de plaine              | 363           | André Leducq      | Nicolas Frantz               |
| 12e étape | 2 juillet  | Marseille – Nice                  | Étape de montagne            | 330           | Nicolas Frantz    | Nicolas Frantz               |
| 13e étape | 4 juillet  | Nice – Grenoble                   | Étape de montagne            | 333           | Antonin Magne     | Nicolas Frantz               |
| 14e étape | 6 juillet  | Grenoble – Évian-les-Bains        | Étape de montagne            | 329           | Julien Moineau    | Nicolas Frantz               |
| 15e étape | 8 juillet  | Évian-les-Bains – Pontarlier      | Contre-la-montre par équipes | 213           | Pierre Magne      | Nicolas Frantz               |
| 16e étape | 9 juillet  | Pontarlier – Belfort              | Contre-la-montre par équipes | 119           | André Leducq      | Nicolas Frantz               |
| 17e étape | 10 juillet | Belfort – Strasbourg              | Contre-la-montre par équipes | 145           | Joseph Mauclair   | Nicolas Frantz               |
| 18e étape | 11 juillet | Strasbourg – Metz                 | Contre-la-montre par équipes | 165           | Nicolas Frantz    | Nicolas Frantz               |
| 19e étape | 12 juillet | Metz – Charleville                | Contre-la-montre par équipes | 159           | Marcel Huot       | Nicolas Frantz               |
| 20e étape | 13 juillet | Charleville – Malo-les-Bains      | Contre-la-montre par équipes | 271           | Maurice De Waele  | Nicolas Frantz               |
| 21e étape | 14 juillet | Malo-les-Bains – Dieppe           | Contre-la-montre par équipes | 234           | Antonin Magne     | Nicolas Frantz               |
| 22e étape | 15 juillet | Dieppe – Paris - Parc des Princes | Étape de plaine              | 331           | Nicolas Frantz    | Nicolas Frantz               |

Note : le règlement ne fait aucune distinction entre les étapes de plaine ou de montagne ; les étapes de plaine 1 à 8 et 15 à 21 sont courues sous la forme de contre-la-montre par équipes, tandis que les autres icônes indiquent simplement la présence ou non d'ascensions notables durant les étapes disputées en ligne.

## Classement général final
| Classement général | Classement général      | Classement général | Classement général       | Classement général   |
|                    | Coureur                 | Pays               | Équipe                   | Temps                |
| ------------------ | ----------------------- | ------------------ | ------------------------ | -------------------- |
| 1er                | Nicolas Frantz          | Luxembourg         | Alcyon-Dunlop            | en 192 h 48 min 58 s |
| 2e                 | André Leducq            | France             | Alcyon-Dunlop            | + 50 min 7 s         |
| 3e                 | Maurice De Waele        | Belgique           | Alcyon-Dunlop            | + 56 min 16 s        |
| 4e                 | Jan Mertens             | Belgique           | Thomann-Dunlop           | + 1 h 19 min 18 s    |
| 5e                 | Julien Vervaecke        | Belgique           | Armor-Dunlop             | + 1 h 53 min 32 s    |
| 6e                 | Antonin Magne           | France             | Alleluia-Wolber          | + 2 h 14 min 2 s     |
| 7e                 | Victor Fontan           | France             | Elvish-Wolber            | + 5 h 7 min 47 s     |
| 8e                 | Marcel Bidot            | France             | Alleluia-Wolber          | + 5 h 18 min 28 s    |
| 9e                 | Marcel Huot             | France             | Alleluia-Wolber          | + 5 h 37 min 33 s    |
| 10e                | Pierre Magne            | France             | Alleluia-Wolber          | + 5 h 41 min 20 s    |
| 11e                | Joseph Mauclair         | France             | Armor-Dunlop             | + 5 h 44 min 1 s     |
| 12e                | Gaston Rebry            | Belgique           | Alcyon-Dunlop            | + 5 h 53 min 44 s    |
| 13e                | Louis Delannoy          | Belgique           | Armor-Dunlop             | + 6 h 11 min 35 s    |
| 14e                | Camille Van de Casteele | Belgique           | J.B. Louvet-Hutchinson   | + 6 h 52 min 55 s    |
| 15e                | Salvador Cardona        | Espagne            | Elvish-Wolber            | + 7 h 33 min 47 s    |
| 16e                | Pé Verhaegen            | Belgique           | J.B. Louvet-Hutchinson   | + 7 h 39 min 56 s    |
| 17e                | Julien Moineau          | France             | Alleluia-Wolber          | + 8 h 3 min 23 s     |
| 18e                | Hubert Opperman         | Australie          | Ravat-Wonder-Dunlop (en) | + 8 h 34 min 25 s    |
| 19e                | Désiré Louesse (en)     | Belgique           | Alcyon-Dunlop            | + 9 h 27 min 21 s    |
| 20e                | Odile Taillieu (en)     | Belgique           | J.B. Louvet-Hutchinson   | + 10 h 23 min 18 s   |
| 21e                | Jean Mouveroux          | France             | Fontan-Wolber            | + 10 h 49 min 53 s   |
| 22e                | Jean Bidot              | France             | Alleluia-Wolber          | + 10 h 56 min 30 s   |
| 23e                | Marcel Autaa (en)       | France             | Fontan-Wolber            | + 11 h 42 min 40 s   |
| 24e                | Raymond Decorte         | Belgique           | J.B. Louvet-Hutchinson   | + 12 h 27 min 2 s    |
| 25e                | Paul Filliat            | France             | Sud-Est                  | + 15 h 51 min 56 s   |
| modifier           |                         |                    |                          |                      |